# Weiss WM-21 Sólyom
Weiss WM-21 Sólyom (рус. сокол) — венгерский двухместный разведывательный самолёт 1940-х годов.

## Конструирование и разработка
WM-21 был разработан в качестве замены предыдущей модели, WM-16, конструкция которой восходила к выпускавшемуся по лицензии ещё более старому Fokker C.V. Доработки производили конструкторы Андор Халас, Миклош Хофф и Бела Шаму.
Обновлённый вариант получил усиленный набор крыла, костыль вместо заднего колеса и упрощённые соединения узлов, а также радиостанцию в кабине наблюдателя. Опытный образец совершил свой первый полёт в 1938 году.
Уже в июне того же года завод Weiss начал серийное производство базовой версии, оснащённой 870-сильным 14-цилиндровым Weiss WM-K-14A (лицензионный Gnome-Rhône 14K Mistral Major). В то же время завод MÁVAG начал выпуск версии WM-21B с более мощным двигателем WM K-14B. Всего было изготовлено 85 самолётов WM-21 и 43 самолёта WM-21B. (По другим данным, к выпуску были привлечены три завода: те же 43 машины построил MAVAG, а оставшиеся — Manfred Weiss (25), и MWG (60)).

## Применение
В 1939 году WM-21 поступили на вооружение в подразделения ближней авиаразведки. На протяжении последующих лет 48 самолётов использовались в национальных ВВС по прямому назначению, вместе с 38 Heinkel He 46 и 37 IMAM Ro.37, а также 13 Heinkel He 111.
Первым применением стала бомбардировка аэродрома Сатмарнемети во время территориального диспута с Румынией в конце августе 1940 года. К тому моменту они состояли на вооружении 6 эскадрилий. При вторжении стран Оси в Югославию в апреле 1941 года, один WM-21 был потерян в результате аварии.
С 27 июня 1941 года эти самолёты использовались для поддержки подразделений венгерской армии на Украине, 29 июня 1941 года пропал WM 21 (F-242) из 10-й эскадрильи, судьба экипажа неизвестна. Применялись они позже и против советских партизан.
С 1942 года самолёты WM-21 стали заменяться новой техникой, в основном, немецкими Focke-Wulf Fw 189 и были окончательно выведены с первой линии в начале 1943 года. Наличие дублированного управления позволило использовать до конца войны около 80 машин в качестве учебно-тренировочных, а в мае 1945 года они были уничтожены при отступлении венгерской армии.

## Тактико-технические характеристики
ref=
Источник данных: 

Технические характеристики
- Экипаж: 2 ((пилот и стрелок-наблюдатель)
- Длина: 9,64 м
- Размах крыла: 12,90 м (верхнее), 9,40 м (нижнее), профиль NACA 2415
- Высота: 3,5 м
- Площадь крыла: 30,3 м²
- Масса пустого: 2 300 кг
- Максимальная взлётная масса: 3 400 кг
- Силовая установка: 1 × Weiss WM-K-14A
- Мощность двигателей: 1 × 870 л. с. (1 × 650 кВт)

Лётные характеристики
- Максимальная скорость: 320 км/ч
- Практическая дальность: 750 км
- Практический потолок: 8 100 м

Вооружение
- Стрелково-пушечное: 2 7,92-мм Gebauer 26/31 M (с синхронизатором), 1 7,92-мм Gebauer 34 M у летнаба
- Бомбы: 12 x 10 кг под нижним крылом (+ кассета на 120 x 1 кг?)

## Операторы
- Королевство Венгрия
  -  ВВС Венгрии

## Самолёт в массовой культуре

### В сувенирной и игровой индустрии
Масштабные модели WM-21 Sólyom выпускают компания KORA (#72146, 1:72), а также Decapod Models (1:144)